# Manfred Schmid (Künstler)
Manfred Schmid (* 1958 in Bremen) ist ein deutscher Künstler, Kunsthandwerker sowie Coach/Therapeut, der überwiegend durch seine Arbeit mit Urushi-Lack bekannt ist.

## Werdegang
Schmid wuchs in Bremen auf und absolvierte zunächst eine Ausbildung als Kunsttischler. In diesem Metier war er zehn Jahre selbstständig, als er sich entschied, Japanlack in  Barcelona zu studieren. Von 1998 bis 2004 legte er an der Escola Massana sowie der Escola Llotja den Grundstein für seine heutige Profession.
Manfred Schmid ist einer der wenigen Künstler in Deutschland, die heute mit Urushi arbeiten. Die hoch aufwändigen traditionellen japanischen Techniken der Lackkunst verbindet er mit zeitgenössischem europäischem Design. Die Objekte, die sein Atelier verlassen, sind Einzelstücke, die jeweils über mehrere Monate oder Jahre gereift sind, um den besonderen Glanz des Schwarzlacks voll zur Geltung zu bringen.
Seit 2004 lebt und arbeitet Schmid wieder in seiner Geburtsstadt Bremen. Von hier aus hat er seine Arbeit weiterentwickelt und an zahlreichen nationalen und internationalen Ausstellungen in Deutschland, Spanien, Japan und den USA teilgenommen.
Seit 2020 ist Manfred Schmid ebenfalls als Coach/Therapeut in Bremen tätig. Seine Coaching-Ausbildung umfasst einen NLP-Master sowie eine dreijährige Ausbildung als Coach/Therapeut an einem renommierten Institut in Bremen. Zusätzlich war er zwei Jahre lang als Trainer tätig. In seiner Coaching-Arbeit integriert er verschiedene Elemente des Diamond Approach, einer prozessorientierten Schulung der Ridhwan School, die Einflüsse aus dem Buddhismus, dem Sufismus und der westlichen Psychologie kombiniert.
Schmid fokussiert sich mit seinem Therapieangebot vor allem auf Familien mit Adoptivkindern und arbeitet eng mit diesen zusammen. Mit über 6 Jahren Erfahrung in dieser Praxis lässt er auch wesentliche Elemente aus seiner künstlerischen Tätigkeit in den Coachingprozess einfließen.

## Auszeichnungen
- 1999: Stipendium der Carl Duisberg Gesellschaft für japanische Lacktechnik an der Escola Massana in Barcelona, Spanien
- 2003: Form 2003, Tendence Lifestyle, Frankfurt am Main
- 2007: Bayerischer Staatspreis für herausragende Leistungen in Innovation und Gestaltung von japanischen Lackobjekten (IHM München)
- 2008: Justus Brinckmann Preis, Museum für Kunst und Gewerbe Hamburg
- 2009: Hideo Nakashima Award, Sonderpreis der Ishikawa International Urushi Exhibition, Kanazawa, Japan
- 2012: Auguste-Papendieck-Preis der Sparkasse Bremen

## Ausstellungen (Auswahl)
- 2001: Galerie Bells Oficis, Barcelona, Spanien
- 2003: Form 2003. Tendence Sonderausstellung, Frankfurt am Main
- 2005: Meister der Moderne. Sonderausstellung, München
- 2006: Japanese Laquerware. Sonderausstellung im Ritz Carlton Miami, USA
- 2006: Dimensionen, Große Gefäße. Galerie Handwerk, München
- 2007: Portrait. Bayerischer Kunstgewerbe-Verein, München
- 2007: Kunstmesse München
- 2008: Museum für Kunst und Gewerbe, Hamburg
- 2008: Grassimuseum, Museum für angewandte Kunst, Leipzig
- 2009: Ishikawa International Urushi Exhibition
- 2012: Staatliche Kunstsammlungen, Schloss Pillnitz Dresden
- 2012: Museum für Lackkunst, Münster